# Kurt Klipp
Kurt Klipp (* 19. September 1907 in Köln; † 2. Mai 1945 in Bergen-Belsen) war ein deutscher SS-Obersturmführer, der zur Zeit des Nationalsozialismus unter anderem Lagerführer des Nebenlagers Blechhammer des KZ Auschwitz und Schutzhaftlagerführer im KZ Bergen-Belsen sowie KZ Majdanek war.

## Leben
Der Kaufmann trat 1936 der Schutzstaffel (SS-Nummer 293.197) bei, er beantragte am 15. Juni 1937 die Aufnahme in die NSDAP und wurde rückwirkend zum 1. Mai desselben Jahres aufgenommen (Mitgliedsnummer 5.020.763). Nach einem Ausbildungslehrgang im KZ Dachau zwecks Dienst bei der Lager-SS wurde Klipp im Mai 1938 zum KZ Flossenbürg versetzt, wo er die stellvertretende Leitung der Politischen Abteilung übernahm und Chef des Krematoriums wurde. Während der deutschen Besetzung Polens im Zweiten Weltkrieg wechselte er Ende Oktober 1941 in das KZ Majdanek, wo er nach dem Aufbau der Politischen Abteilung dort deren Leitung übernahm. Ab Mitte Juni 1942 war er Schutzhaftlagerführer im KZ Majdanek. Nach einem SS-Führerlehrgang im Mai 1943 wurde er Lagerleiter des Zwangsarbeiterlagers am SS-Truppenübungsplatz Heidelager, das 1942/43 vorübergehend als Konzentrationslager geführt wurde.
Nach Auflösung dieses Lagers wurde er zum KZ Auschwitz versetzt, wo er 1944 zunächst das sogenannte „Quarantänelager“ im KZ Auschwitz-Birkenau leitete. Vom 9. November 1944 bis zur Räumung des KZ Auschwitz im Januar 1945 war er in Personalunion Führer der 7. Kompanie des SS-Totenkopfsturmbanns KL Auschwitz III, welche in Nebenlagern des KZ Monowitz eingesetzt war, und Lagerleiter im KZ Blechhammer. Aus Blechhammer leitete er am 20. Januar 1945 den Todesmarsch, bei dem etwa 800 KZ-Häftlinge von SS-Männern ermordet wurden. Danach war er noch von Februar bis April 1945 Schutzhaftlagerführer im KZ Bergen-Belsen. Während dieser Zeit wurde er zum SS-Obersturmführer befördert, seinem höchsten erreichten SS-Rang. Nach der Befreiung dieses Konzentrationslagers Mitte April 1945 durch britische Truppen folgte dort seine Gefangennahme. Kurz vor Kriegsende starb Klipp „am 2. Mai 1945 in einem Reservelazarett an Fleckfieber“.